# Piconet
Una piconet es una red informática cuyos nodos se conectan utilizando Bluetooth.
Una piconet puede constar de dos a siete dispositivos. En una piconet, habrá siempre un «maestro» y los demás serán esclavos.
El periférico como maestro:
• Se encarga de escoger el hop adecuado para mantener el enlace.
• Establece conexiones en las que un paquete de datos ocupa un slot para la emisión y otro para la recepción que pueden ser usados alternativamente, dando lugar a un esquema de tipo TDD (Time Division Dúplex).
• La secuencia única de salto de frecuencia del canal está determinado por la identidad del maestro de la piconet (un código único para cada equipo), y por su frecuencia de reloj. Para que una unidad esclava pueda sincronizarse con una unidad maestra, esta debe añadir un ajuste a su propio reloj nativo y así poder compartir la misma portadora de salto.
A un grupo de piconets se le llama scatternet.